# Stefan Zweig
Stefan Zweig (28 tháng 11 năm 1881 - 22 tháng 2 năm 1942) là một nhà văn, nhà báo, nhà viết kịch và nhà viết tiểu sử người Áo nổi tiếng trên thế giới.
Zweig sinh ra ở Viên (Áo). Cha ông là Moritz Zweig (1845–1926), nhà sản xuất dệt may giàu có người Do Thái; mẹ là Ida Brettauer (1854–1938), con gái một chủ ngân hàng người Do Thái. Ông là bà con của nhà văn Tiệp Khắc Egon Hostovský, người này mô tả Zweig là "một họ hàng xa"; có thuyết nói hai người là anh em họ.
Không tìm thấy động lực rõ ràng, ông bỏ học sớm. Việc học của ông chỉ bắt đầu khi ông đi qua nhiều nước ở châu Âu và kết giao với nhiều nhân vật quan trọng vào thời đại của ông. Ông có nhiều chuyến đi đến Ấn Độ, châu Phi, Bắc và Trung Mỹ, cũng như Nga. Trong Chiến tranh thế giới thứ nhất, vì lý do sức khỏe yếu, ông không phải ra mặt trận mà được làm thủ thư, phụ trách quản lý tư liệu chiến tranh. Nhưng chỉ đến khi sống một thời gian ngắn gần trận tuyến, ông mới nhận ra sự điên rồ của chiến tranh, và từ đó trở thành người cổ vũ mạnh mẽ cho hoà bình.
Là một nhà văn có sức làm việc mạnh, ông đã viết nhiều tập tiểu sử (như quyển Ba bậc thầy bàn về Honoré de Balzac, Charles Dickens và Fyodor Dostoyevsky, xuất bản năm 1920), thêm truyện dài và truyện ngắn. Ông được ca ngợi là có óc phân tích tâm lý độc đáo, và có tài chắt lọc bỏ ra những tiểu tiết khiến cho những tập tiểu sử của ông đọc hấp dẫn như tiểu thuyết. Đến thập niên 1930, ông là một tác giả có tác phẩm được dịch ra nhiều thứ tiếng nhất.
Năm 1934, Adolf Hitler lên nắm quyền tại Đức, Zweig rời Áo sang Anh, ban đầu sống ở Luân Đôn, đến năm 1939 chuyển đến Bath. Năm 1939 Chiến tranh thế giới thứ hai bùng nổ, Đức Quốc xã nhanh chóng chinh phục Tây Âu, Zweig và người vợ thứ 2 phải vượt Đại Tây Dương sang Hoa Kỳ, định cư tại Thành phố New York năm 1940. Hai người có 2 tháng làm khách của Đại học Yale ở New Haven, Connecticut, về sau thuê 1 căn nhà tại Ossining, New York.
Ngày 22 tháng 8 năm 1940, Zweig và vợ di cư tới Brasil, định cư ở Petrópolis, một thị trấn miền núi có đông đảo người Đức sinh sống, cách Rio de Janeiro 68 km về hướng bắc. Tháng 2 năm 1942, trong thời gian lễ hội ở Rio de Janeiro (Brasil), vì tâm trạng cô đơn và mệt mỏi, Stefan Zweig và vợ Lotte cùng nhau tự tử.
Năm 1948, truyện Bức thư của người đàn bà không quen biết đã được dựng thành phim có tựa Letter from an unknown woman, với Joan Fontaine thủ vai cô gái nhân vật chính, Howard Koch viết kịch bản và John Houseman là nhà sản xuất. Howard Koch cũng đã viết kịch bản cho phim Casablanca (1942), và John Houseman là nhà đồng sản xuất của phim "Công dân Kane" (Citizen Kane) (1941) – cả hai phim này được xếp vào nhóm 10 phim hay nhất mọi thời đại. Phim Letter from an unknown woman lấy bối cảnh là thành phố Wien vào khoảng năm 1900. Phim làm rơi lệ nhiều khán giả này nằm trong nhóm 100 phim hay nhất mọi thời đại, được Thư viện Quốc hội Mỹ xếp hạng "có ý nghĩa về mặt văn hóa," và được tuyển chọn để lưu trữ tại Cơ quan Lưu trữ Phim ảnh Quốc gia của Hoa Kỳ.
Gần đây (2005), một phim khác được thực hiện ở Trung Quốc cũng dựa trên truyện này.
Năm 1968, một truyện khác được chuyển thể thành phim "24 giờ làm phụ nữ" (24 hours in a woman's life), với nữ diễn viên chính là Ingrid Bergman, cũng khá thành công.
Năm 2014, Bộ phim Khách sạn Đế vương, xây dựng dựa trên cảm hứng từ các công trình ghi chép của ông với nội dung tôn vinh những "tia sáng mong manh của nền văn minh sót lại trong chốn man rợ vốn từng được biết đến là nhân đạo", ra mắt trong sự ca ngợi của các nhà phê bình phim. Bộ phim dẫn đầu danh sách đề cử giải BAFTA với 11 đề cử, nhiều hơn bất kỳ bộ phim nào khác. Nó cũng giành được Giải Quả cầu vàng cho phim ca nhạc hoặc phim hài hay nhất  và chín đề cử giải Oscar, bao gồm cả giải Phim hay nhất và Đạo diễn xuất sắc nhất. Bộ phim sau đó đã giành được 4 giải Oscar cho Thiết kế sản xuất xuất sắc nhất, Nhạc phim hay nhất, Thiết kế trang phục và Hóa Trang.